# アレッサンドリ祭壇画

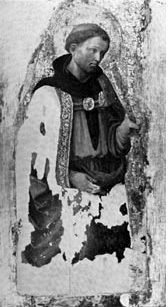
左翼の損傷

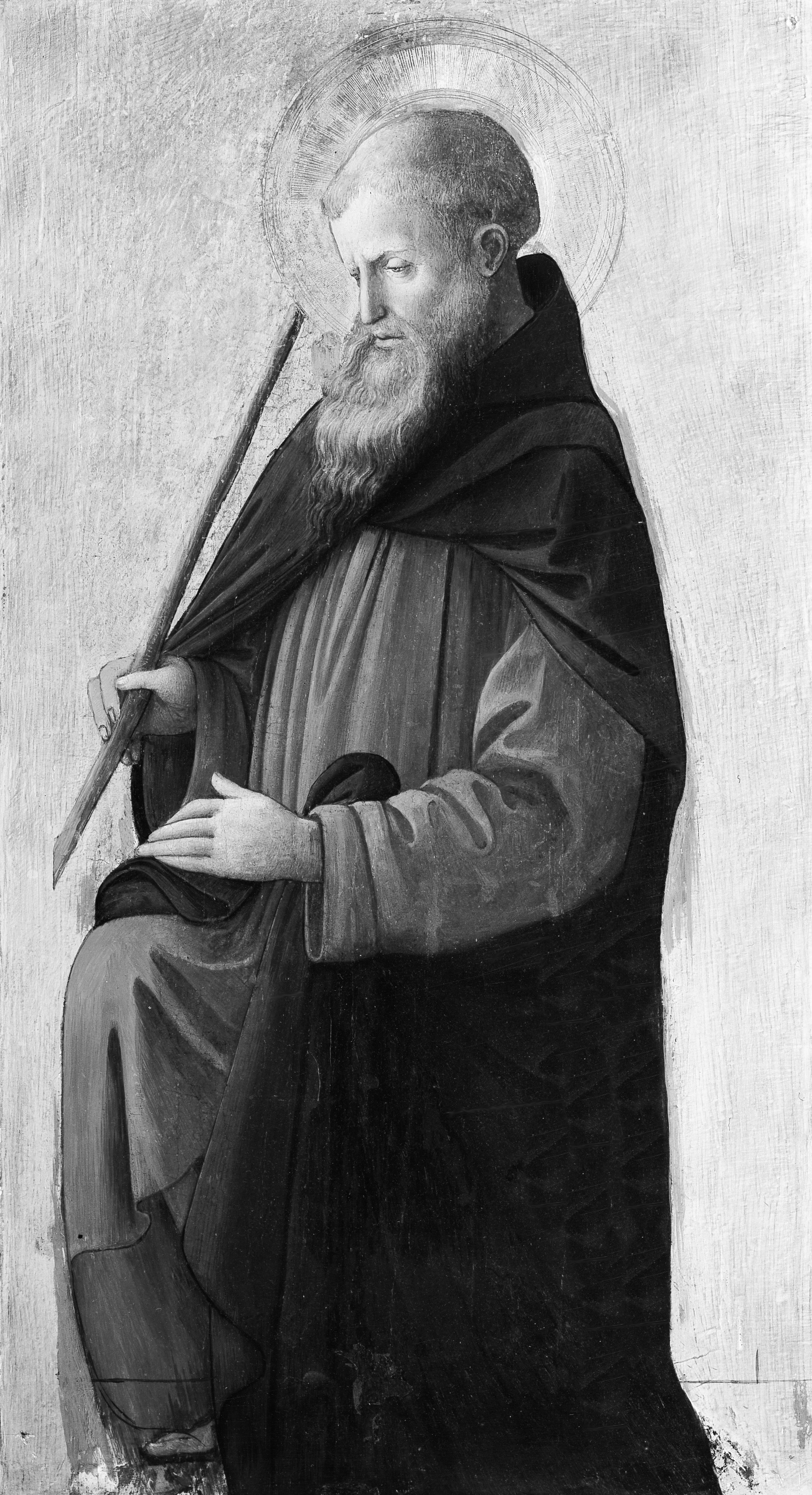
右翼の損傷

『アレッサンドリ祭壇画』（アレッサンドリさいだんが、伊: Pala Alessandri）は、イタリアの初期ルネサンス期の巨匠、フィリッポ・リッピによる板上のテンペラ画である。現在、ニューヨークのメトロポリタン美術館に所蔵されている。中央に玉座の聖ラウレンティウスが描かれ、聖コスマス、聖ダミアヌスと寄進者が描かれている。
制作年はわかっていない。ほとんどの美術評論家は、1440年代半ばから1450年代初頭の間に制作年を設定しているが、1453年1月20日にジョヴァンニ・ディコジモ・デ・メディチと結婚したジネヴラ・デッリ・アレッサンドリへの家族の贈り物だったとの見方もある。作品はもともと単一の板絵であったと考えられているが、後に分割され、1971年に最終的にフェデリコ・ゼーリにより、板絵の下部の大きな部分と聖ラウレンティウスの脚が塗りなおされ、現在の三連祭壇画の形式に修復された。別のひざまずく人物はほぼ完全に失われ、絵具の塗られた他の部分が損傷または損失されている。

## 歴史
フィレンツェ近郊のヴィンチリアータにあるアレッサンドリ家の別荘のために制作されたものとして、ヴァザーリの『画家・彫刻家・建築家列伝』で言及されている絵画であると考えられている。 1790年頃、フィレンツェのボルゴ・アルビージにあるアレッサンドリ家の宮殿に移された。 1912年にロンドンの美術商に売却され、さらにニューヨークの別の美術商に売却されて、1935年に現在の所蔵先であるメトロポリタン美術館に移った。